# Grand Prix Malajsie 2009
Grand Prix Malajsie 2009 (XI Petronas Malaysian Grand Prix), 2. závod 60. ročníku mistrovství světa jezdců Formule 1 a 51. ročníku poháru konstruktérů, historicky již 805. Grand Prix se již tradičně jel na okruhu Sepang.

## Výsledky
- 3. vítězství  « Jensona Buttona
- 2. vítězství pro  « Brawn GP
- 202. vítězství pro  « Velkou Británii (nový rekord)
- 10. vítězství pro vůz se startovním číslem « 22
- 318. vítězství z  « Pole positions

| Legenda k tabulce | Legenda k tabulce                                                                       |
| Barva             | Výsledek                                                                                |
| ----------------- | --------------------------------------------------------------------------------------- |
| Zlatá             | Vítěz                                                                                   |
| Stříbrná          | 2. místo                                                                                |
| Bronzová          | 3. místo                                                                                |
| Zelená            | Bodované umístění                                                                       |
| Modrá             | Nebodované umístění                                                                     |
| Modrá             | Dokončil neklasifikován (NC)                                                            |
| Fialová           | Odstoupil (Ret)                                                                         |
| Červená           | Nekvalifikoval se (DNQ)                                                                 |
| Červená           | Nepředkvalifikoval se (DNPQ)                                                            |
| Černá             | Diskvalifikován (DSQ)                                                                   |
| Bílá              | Nestartoval (DNS)                                                                       |
| Bílá              | Závod zrušen (C)                                                                        |
| Světle modrá      | Pouze trénoval (PO)                                                                     |
| Světle modrá      | Páteční testovací jezdec (TD)                                                           |
| Bez barvy         | Netrénoval (DNP)                                                                        |
| Bez barvy         | Vyřazen (EX)                                                                            |
| Bez barvy         | Nepřijel (DNA)                                                                          |
| Bez barvy         | Odvolal účast (WD)                                                                      |
| Bez barvy         | Nezúčastnil se (prázdné)                                                                |
| Označení          | Význam                                                                                  |
| Tučnost           | Pole position                                                                           |
| Kurzíva           | Nejrychlejší kolo                                                                       |
| †                 | Jezdec nedojel do cíle, ale byl klasifikován, protože odjel více než 90 % délky závodu. |
| ‡                 | Byl udělován poloviční počet bodů, protože bylo odjeto méně než 75 % délky závodu.      |
| Horní index       | Umístění bodujících jezdců ve sprintu                                                   |

| Pozice | č.  | Jezdec               | Vůz               | Kolo | Čas        | +/- | Pole | Body | Nej. kolo      | Váha/kg | 1. Pitstop   | 2. Pitstop   | 3. Pitstop   | 4. Pitstop   |
| ------ | --- | -------------------- | ----------------- | ---- | ---------- | --- | ---- | ---- | -------------- | ------- | ------------ | ------------ | ------------ | ------------ |
| 1      | 22. | Jenson Button        | Brawn BGP 001     | 31   | 55m 30,622 | 0   | 1    | 5    | 1:36.641       | 660     | 19. / 27.214 | 22. / 25.814 | 29. / 25.368 |              |
| 2      | 6.  | Nick Heidfeld        | BMW Sauber F1.09  | 31   | á 0:22.722 | 8   | 10   | 4    | 1:39.084 (10.) | 692     | 22. / 29.465 |              |              |              |
| 3      | 10. | Timo Glock           | Toyota TF109      | 31   | á 0:23.513 | 0   | 3    | 3    | 1:39.406 (16.) | 656,5   | 15. / 27.866 | 22. / 25.814 | 30. / 28.963 |              |
| 4      | 9.  | Jarno Trulli         | Toyota TF109      | 31   | á 0:46.173 | 2   | 2    | 2,5  | 1:37.591       | 656,5   | 17. / 28.052 | 22. / 25.993 | 28. / 24.458 |              |
| 5      | 23. | Rubens Barrichello   | Brawn BGP 001     | 31   | á 0:47.360 | 3   | 8    | 2    | 1:37.484       | 664,5   | 20. / 29.168 | 22. / 31.613 | 28. / 28.033 |              |
| 6      | 14  | Mark Webber          | Red Bull RB5      | 31   | á 0:52.333 | 1   | 5    | 1,5  | 1:37.672 (5.)  | 656     | 16. / 27.484 | 22. / 25.263 | 29. / 24.550 | 30. / 31.071 |
| 7      | 1.  | Lewis Hamilton       | McLaren MP4-24    | 31   | á 1:00,733 | 5   | 12   | 1    | 1:39.141 (11.) | 688     | 22. / 30.335 | 27. / 25.236 | 30. / 25.911 |              |
| 8      | 16. | Nico Rosberg         | Williams FW31     | 31   | á 1:11,576 | 2   | 4    | 0,5  | 1:37.598 (4.)  | 656     | 15. / 28.156 | 22. / 27.256 | 27. / 25.748 | 30. / 34.902 |
| 9      | 3.  | Felipe Massa         | Ferrari F60       | 31   | á 1:16,932 | 7   | 16   | x    | 1:39.250 (13.) | 689,5   | 22. / 29.152 | 29. / 25.575 | 30. / 32.543 |              |
| 10     | 11. | Sebastien Bourdais   | Toro Rosso STR4   | 31   | á 1:42,164 | 5   | 15   | x    | 1:39.242 (12.) | 670,5   | 19. / 35.487 | 26. / 25.599 | 30. / 25.488 |              |
| 11     | 7.  | Fernando Alonso      | Renault R29       | 31   | á 1:56,130 | 2   | 9    | x    | 1:39.006 (9.)  | 680,5   | 22. / 31.041 | 28. / 25.977 | 30. / 28.665 |              |
| 12     | 17. | Kazuki Nakadžima     | Williams FW31     | 31   | á 1:56,130 | 1   | 11   | x    | 1:39.387 (15.) | 683,4   | 21. / 27.278 | 28. / 26.041 | 30. / 29.193 |              |
| 13     | 8.  | Nelson Piquet jr.    | Renault R29       | 31   | á 1:56,713 | 4   | 17   | x    | 1:39.268 (14.) | 681,9   | 22. / 31.748 | 29. / 27.745 | 30. / 28.517 |              |
| 14     | 4.  | Kimi Räikkönen       | Ferrari F60       | 31   | á 2:22,841 | 7   | 7    | x    | 1:38.453 (7.)  | 662,5   | 18. / 29.798 | 29. / 25.763 | 30. / 26.471 |              |
| 15     | 15. | Sebastian Vettel     | Red Bull RB5      | 30   | á 1 kolo   | 2   | 13   | x    | 1:38.427 (6.)  | 647     | 13. / 29.137 | 22. / 25.966 | 26. / 25.392 |              |
| 16     | 12. | Sebastien Buemi      | Toro Rosso STR4   | 30   | á 1 kolo   | 4   | 20   | x    | 1:38.938 (8.)  | 686,5   | 2. / 32.513  | 21. / 26.437 |              |              |
| 17     | 20. | Adrian Sutil         | Force India VJM02 | 30   | á 1 kolo   | 2   | 19   | x    | 1:39.464 (18.) | 655,5   | 15. / 25.850 | 18. / 32.901 |              |              |
| 18     | 21. | Giancarlo Fisichella | Force India VJM02 | 29   | á 2 kola   | 0   | 18   | x    | 1:39.407 (17.) | 680,5   | 18. / 29.374 |              |              |              |
| Pozice | č.  | Odstoupili           | Vůz               | Kolo | Důvod      | +/- | Pole | Body | Nej. kolo      | Váha/kg | 1. Pitstop   | 2. Pitstop   | 3. Pitstop   | 4. Pitstop   |
| Ret    | 5   | Robert Kubica        | BMW Sauber F1.09  | 1    | Motor      | 19  | 6    | x    |                | 663     |              |              |              |              |
| Ret    | 2.  | Heikki Kovalainen    | McLaren MP4-24    | 0    | Nehoda     | 14  | 14   | x    |                | 688,9   |              |              |              |              |

## Postavení na startu
Jenson Button- Brawn GP-1'35.181
- 5. Pole position  « Jensona Buttona
- 2. Pole position pro « Brawn GP
- 196. Pole position pro « Velkou Británii (nový rekord)
- 12. Pole position pro vůz se «  startovním číslem 22
- 12× první řadu získal « Jarno Trulli
- 12× první řadu získal « Jenson Button
- 3× první řadu získal « Brawn GP
- 455× první řadu získala « Velká Británie (nový rekord)
- 156× první řadu získala « Itálie

| *                                                       | *                                                          | Kvalifikace III.                     | Kvalifikace II.                        | Kvalifikace I.                            |
| ------------------------------------------------------- | ---------------------------------------------------------- | ------------------------------------ | -------------------------------------- | ----------------------------------------- |
| _______1_______ Jenson Button Brawn GP 1'35.181         |                                                            | Jenson Button Brawn GP 1'35.181      | Jenson Button Brawn GP 1'33.784        | Rubens Barrichello Brawn GP 1'34.681      |
|                                                         | _______2_______ Jarno Trulli Toyota 1'35.745               | Jarno Trulli Toyota 1'35.745         | Jarno Trulli Toyota 1'33.990           | Jarno Trulli Toyota 1'34.745              |
| _______3_______ Timo Glock Toyota 1'35.690              |                                                            | Sebastian Vettel Red Bull 1'35.518   | Mark Webber Red Bull 1'34.222          | Timo Glock Toyota 1'34.907                |
|                                                         | _______4_______ Nico Rosberg Williams 1'35.750             | Rubens Barrichello Brawn GP 1'35.651 | Timo Glock Toyota 1'34.258             | Sebastian Vettel Red Bull 1'34.935        |
| _______5_______ Mark Webber Red Bull 1'35.797           |                                                            | Timo Glock Toyota 1'35.690           | Sebastian Vettel Red Bull 1'34.276     | Heikki Kovalainen McLaren 1'35.023        |
|                                                         | _______6_______ Robert Kubica BMW 1'36.106                 | Nico Rosberg Williams 1'35.750       | Rubens Barrichello Brawn GP 1'34.387   | Mark Webber Red Bull 1'35.027             |
| _______7_______ Kimi Räikkönen Ferrari 1'36.170         |                                                            | Mark Webber Red Bull 1'35.797        | Kimi Räikkönen Ferrari 1'34.456        | Jenson Button Brawn GP 1'35.058           |
|                                                         | _______8_______ Rubens Barrichello 1 Brawn GP 1'35.651     | Robert Kubica BMW 1'36.106           | Nico Rosberg Williams 1'34.547         | Nico Rosberg Williams 1'35.083            |
| _______9_______ Fernando Alonso Renault 1'37.659        |                                                            | Kimi Räikkönen Ferrari 1'36.170      | Robert Kubica BMW 1'34.562             | Nick Heidfeld BMW 1'35.110                |
|                                                         | _______10_______ Nick Heidfeld BMW 1'34.769                | Fernando Alonso Renault 1'37.659     | Fernando Alonso Renault 1'34.706       | Robert Kubica BMW 1'35.166                |
| _______11_______ Kazuki Nakadžima Williams 1'34.788     |                                                            |                                      | Nick Heidfeld BMW 1'34.769             | Fernando Alonso Renault 1'35.260          |
|                                                         | _______12_______ Lewis Hamilton McLaren 1'35.905           |                                      | Kazuki Nakadžima Williams 1'34.788     | Lewis Hamilton McLaren 1'35.280           |
| _______13_______ Sebastian Vettel Red Bull 1'35.518     |                                                            |                                      | Lewis Hamilton McLaren 1'35.905        | Kazuki Nakadžima Williams 1'35.341        |
|                                                         | _______14_______ Heikki Kovalainen McLaren 1'34.924        |                                      | Heikki Kovalainen McLaren 1'34.924     | Kimi Räikkönen Ferrari 1'35.476           |
| _______15_______ Sébastien Bourdais Toro Rosso 1'35.431 |                                                            |                                      | Sébastien Bourdais Toro Rosso 1'35.431 | Sébastien Bourdais Toro Rosso 1'35.507    |
|                                                         | _______16_______ Felipe Massa Ferrari 1'35.642             |                                      |                                        | Felipe Massa Ferrari 1'35.642             |
| _______17_______ Nelson Piquet Jr. Renault 1'35.708     |                                                            |                                      |                                        | Nelson Piquet Jr. Renault 1'35.708        |
|                                                         | _______18_______ Giancarlo Fisichella Force India 1'35.908 |                                      |                                        | Giancarlo Fisichella Force India 1'35.908 |
| _______19_______ Adrian Sutil Force India 1'35.951      |                                                            |                                      |                                        | Adrian Sutil Force India 1'35.951         |
|                                                         | _______20_______ Sébastien Buemi Toro Rosso 1'36.107       |                                      |                                        | Sébastien Buemi Toro Rosso 1'36.107       |

- 1 – Rubens Barrichello penalizován posunutím o pět míst za výměnu převodovky.
- 2 – Sebastian Vettel penalizován posunutím o deset míst za kolizi s Kubicou v Grand Prix Austrálie.

## Tréninky
| *  | I. Trénink                                | *  | II. Trénink                               | *  | III. Trénink                              |
| -- | ----------------------------------------- | -- | ----------------------------------------- | -- | ----------------------------------------- |
| 1  | Nico Rosberg Williams 1:36.260            | 1  | Kimi Räikkönen Ferrari 1:35.707           | 1  | Nico Rosberg Williams 1:35.940            |
| 2  | Kazuki Nakadžima Williams 1:36.305        | 2  | Felipe Massa Ferrari 1:35.832             | 2  | Mark Webber Red Bull 1:36.048             |
| 3  | Jenson Button Brawn GP 1:36.430           | 3  | Sebastian Vettel Red Bull 1:35.954        | 3  | Felipe Massa Ferrari 1:36.089             |
| 4  | Rubens Barrichello Brawn GP 1:36.487      | 4  | Nico Rosberg Williams 1:36.015            | 4  | Jarno Trulli Toyota 1:36.132              |
| 5  | Felipe Massa Ferrari 1:36.561             | 5  | Mark Webber Red Bull 1:36.026             | 5  | Timo Glock Toyota 1:36.189                |
| 6  | Kimi Räikkönen Ferrari 1:36.646           | 6  | Rubens Barrichello Brawn GP 1:36.161      | 6  | Sebastian Vettel Red Bull 1:36.194        |
| 7  | Lewis Hamilton McLaren 1:36.699           | 7  | Jenson Button Brawn GP 1:36.254           | 7  | Kimi Räikkönen Ferrari 1:36.322           |
| 8  | Mark Webber Red Bull 1:36.703             | 8  | Kazuki Nakadžima Williams 1:36.290        | 8  | Kazuki Nakadžima Williams 1:36.325        |
| 9  | Sebastian Vettel Red Bull 1:36.747        | 9  | Heikki Kovalainen McLaren 1:36.397        | 9  | Rubens Barrichello Brawn GP 1:36.519      |
| 10 | Timo Glock Toyota 1:36.982                | 10 | Nelson Piquet Jr. Renault 1:36.401        | 10 | Jenson Button Brawn GP 1:36.541           |
| 11 | Jarno Trulli Toyota 1:36.982              | 11 | Lewis Hamilton McLaren 1:36.515           | 11 | Robert Kubica BMW 1:36.563                |
| 12 | Giancarlo Fisichella Force India 1:37.025 | 12 | Jarno Trulli Toyota 1:36.516              | 12 | Lewis Hamilton McLaren 1:36.657           |
| 13 | Robert Kubica BMW 1:37.039                | 13 | Sébastien Buemi Toro Rosso 1:36.628       | 13 | Heikki Kovalainen McLaren 1:36.742        |
| 14 | Nelson Piquet Jr. Renault 1:37.199        | 14 | Timo Glock Toyota 1:36.639                | 14 | Fernando Alonso Renault 1:37.004          |
| 15 | Adrian Sutil Force India 1:37.241         | 15 | Fernando Alonso Renault 1:37.395          | 15 | Nick Heidfeld BMW 1:37.026                |
| 16 | Fernando Alonso Renault 1:36.640          | 16 | Adrian Sutil Force India 1:36.875         | 16 | Nelson Piquet Jr. Renault 1:37.032        |
| 17 | Sébastien Buemi Toro Rosso 1:37.634       | 17 | Robert Kubica BMW 1:37.267                | 17 | Adrian Sutil Force India 1:37.118         |
| 18 | Nick Heidfeld BMW 1:37.640                | 18 | Sébastien Bourdais Toro Rosso 1:37.278    | 18 | Sébastien Buemi Toro Rosso 1:37.282       |
| 19 | Sébastien Bourdais Toro Rosso 1:38.022    | 19 | Giancarlo Fisichella Force India 1:37.432 | 19 | Sébastien Bourdais Toro Rosso 1:37.322    |
| 20 | Heikki Kovalainen McLaren 1:38.483        | 20 | Nick Heidfeld BMW 1:37.930                | 20 | Giancarlo Fisichella Force India 1:37.398 |

## Zajímavosti
- Poprvé od Grand Prix Austrálie 1991 nebylo dokončeno více než 75 % závodu a byla rozdělena jen polovina bodů
- 1. hattrick a pro Jensona Buttona a Brawn GP
- 1. hattrick v této sezoně
- 1. nejrychlejší kolo pro Brawn GP
- 1. nejrychlejší kolo pro Jensona Buttona v této sezoně
- 1. první řada na startu pro Jarna Trulliho a Toyotu v této sezoně
- 1. podium pro Nicka Heidfelda, Tima Glocka a BMW Sauber v této sezoně
- 1. body pro Nicka Heidfelda, Marka Webbera, Lewise Hamiltona, BMW Sauber, Red Bull a McLaren v této sezoně

| Pole position      | Vítězství          | Nej. kolo          | Hat trick | Vedení        | Vedení             | Vedení       | Vedení             | Chelem |
| Spojené království | Spojené království | Spojené království |           | Německo       | Spojené království | Itálie       | Brazílie           |        |
| Jenson Button      | Jenson Button      | Jenson Button      |           | Nico Rosberg  | Jenson Button      | Jarno Trulli | Rubens Barrichello |        |
| Brawn BGP 001      | Brawn BGP 001      | Brawn BGP 001      |           | Williams FW31 | Brawn BGP 001      | Toyota TF109 | Brawn BGP 001      |        |
| 1:35,181           | 55:30,622          | 1:36,641           |           | 15 kol        | 14 kol             | 1 kolo       | 1 kolo             |        |
| 209,651 km/h       | 185.731 km/h       | 206.484 km/h       |           | 81,495 km     | 76,062 km          | 5,433 km     | 5,433 km           |        |
| ------------------ | ------------------ | ------------------ | --------- | ------------- | ------------------ | ------------ | ------------------ | ------ |

## Stav MS
- GP – body získané v této Grand Prix

| *  | Jezdec             | Body | GP  | * | Vůz             | Body | GP  | * | Stát           | Body | GP  |
| -- | ------------------ | ---- | --- | - | --------------- | ---- | --- | - | -------------- | ---- | --- |
| 1  | Jenson Button      | 15   | 5   | 1 | Brawn GP        | 25   | 7   | 1 | Velká Británie | 16   | 6   |
| 2  | Rubens Barrichello | 10   | 2   | 2 | Toyota          | 16,5 | 5,5 | 2 | Německo        | 15,5 | 7,5 |
| 3  | Jarno Trulli       | 8,5  | 2,5 | 3 | Renault         | 4    |     | 3 | Brazílie       | 10   | 2   |
| 4  | Timo Glock         | 8    | 3   | 4 | BMW Sauber      | 4    | 4   | 4 | Itálie         | 8,5  | 2,5 |
| 5  | Fernando Alonso    | 4    |     | 5 | Williams        | 3,5  | 0,5 | 5 | Španělsko      | 4    |     |
| 6  | Nick Heidfeld      | 4    | 4   | 6 | Toro Rosso      | 3    |     | 6 | Švýcarsko      | 2    |     |
| 7  | Nico Rosberg       | 3,5  | 0,5 | 7 | Red Bull Racing | 1,5  | 1,5 | 7 | Austrálie      | 1,5  |     |
| 8  | Sebastien Buemi    | 2    |     | 8 | McLaren         | 1    | 1   | 8 | Francie        | 1    |     |
| 9  | Mark Webber        | 1,5  | 1,5 |   |                 |      |     |   |                |      |     |
| 9  | Sébastien Bourdais | 1    |     |   |                 |      |     |   |                |      |     |
| 10 | Lewis Hamilton     | 1    | 1   |   |                 |      |     |   |                |      |     |